# Skanderborg (plaats)

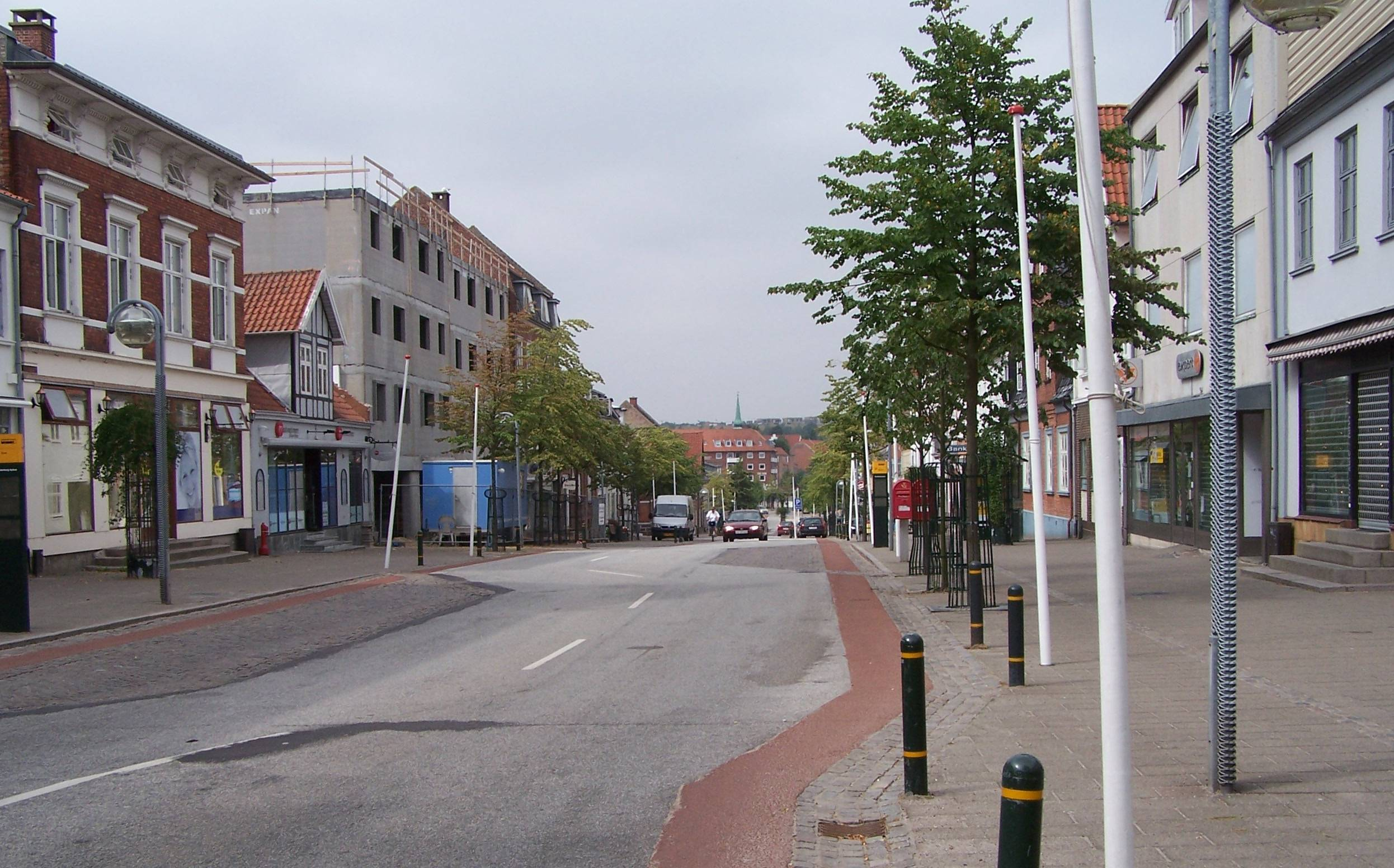
Adelgade

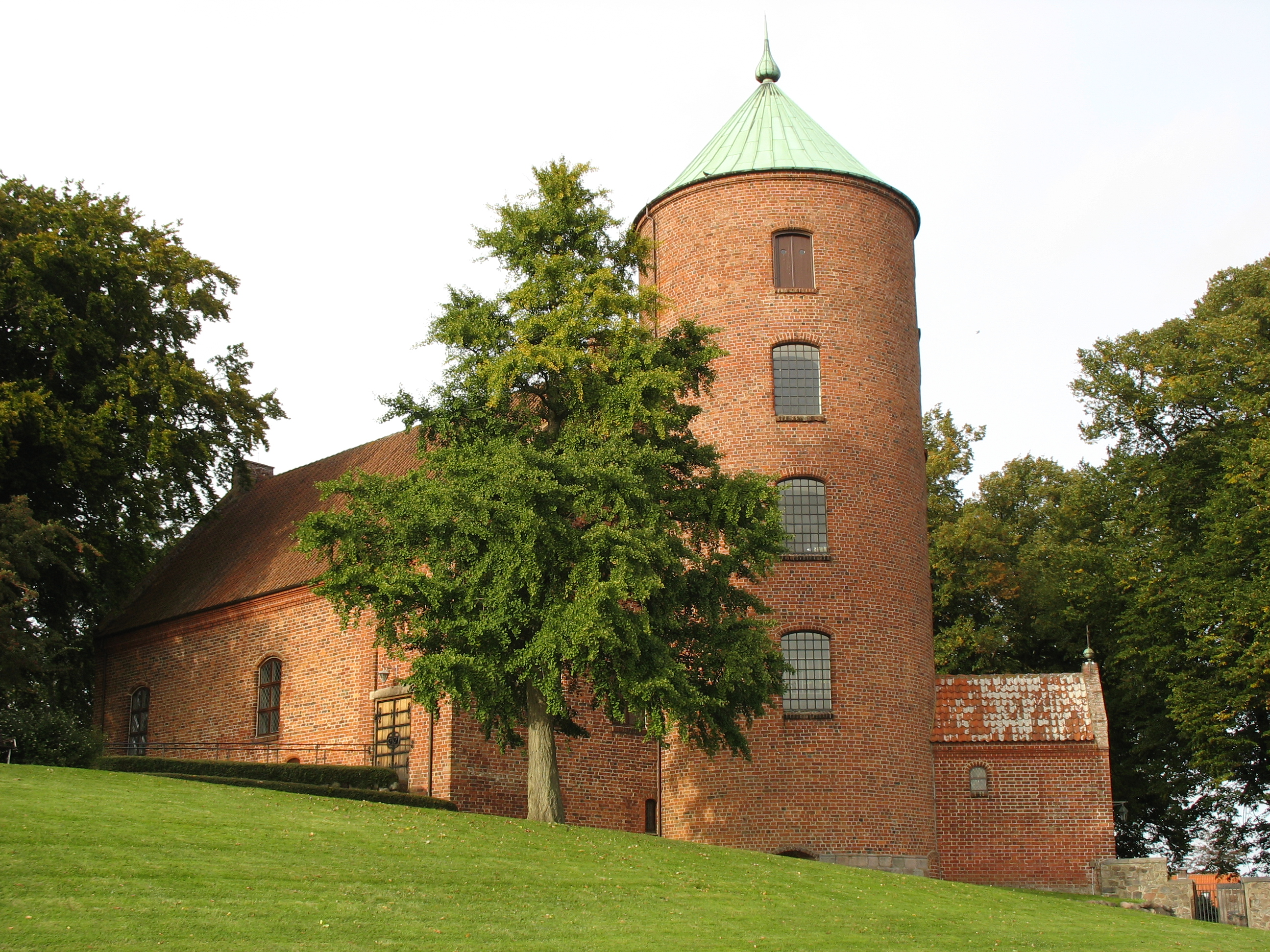
Slotskirke

Skanderborg is een plaats in de Deense regio Midden-Jutland, gemeente Skanderborg. De plaats telt 13.864 inwoners (2008).

## Geschiedenis
Skanderborg is ontstaan rondom Skanderborg Slot, dat ligt op een klein eiland in het meer Skanderborg Sø. Dit kasteel lag strategisch aan de toegangsweg naar Aarhus. Het oudst bekende kasteel stamt uit 1171 en werd gebouwd door koning Valdemar de Grote.
Skanderborg kreeg in 1583 stadsrechten. Een jaar later stichtte koning Frederik II de koninklijke herberg, zodat hij zijn gasten ergens kon onderbrengen. Ook liet hij het kasteel uitbreiden.
In 1620 werd de herberg gesloten. In de 17e eeuw werd het kasteel bewoond door koninklijke beambten. Na de oorlogen met Zweden medio 17e eeuw raakte het kasteel in verval. In 1720 werd het middeleeuwse gedeelte afgebroken. Uiteindelijk bleven alleen de kapel en een toren behouden, die verder zouden gaan als parochiekerk van de stad.
Ondanks dat Skanderborg officieel een marktstad was, speelde de handel er een geringe rol. Het overbrengen van twee jaarmarkten in 1683 vanuit het nabijgelegen Ry voorkwam niet dat Skanderborg in feite niet meer was dan een groot dorp.
In 1717 werd Skanderborg een garnizoensstad en werden er barakken en stallen gebouwd ten behoeve van ruitereenheden. In de jaren 60 raakte de staatskas echter leeg en de koning besloot om de gebouwen en gronden te verkopen. Skanderborg raakte zijn garnizoen dus weer kwijt en in 1767 werden de gebouwen en de grond in een openbare veiling verkocht.
Vanaf het midden van de 19e eeuw kreeg Skanderborg diverse fabrieken. Met de komst van de spoorwegen in 1868 begon de stad te groeien. Tot in de jaren 60 van de 20e eeuw speelde de industrie een belangrijke rol in de economie van Skanderborg, maar daarna kregen de handel en de dienstensector een steeds groter aandeel. In 2007 werd Skanderborg het administratieve centrum van de nieuwe gemeente Skanderborg.

## Bezienswaardigheden en activiteiten
Aan de zuidkant van het centrum liggen de restanten van Skanderborg Slot.
Elk jaar wordt in het tweede weekend van augustus het Smukfest gehouden. Dit Skanderborg Festival voor allerlei soorten muziek  trekt circa 40.000 bezoekers en is na het Roskilde Festival het tweede in grootte in Denemarken.

## Geboren
- Anna van Denemarken (1574-1619), koningin van Engeland
- Alma Fahlstrøm (1863-1946), actrice
- Camille Jones (1973), zangeres
- André Steensen (1987), wielrenner
- Oskar Buur (1998), wielrenner